# Isótono
Em química, isótonos são átomos que diferem no número atômico (número de prótons) e no número de massa, porém apresentam o mesmo número de nêutrons.
Exemplo: O Boro e o Carbono apresentam, cada um, 6 nêutrons:
- Boro: Z=5 e A=11 contém 5 prótons e 6 neutrons
- Carbono: Z=6 e A=12 contém 6 prótons e 6 neutrons

A propriedade entre os átomos de elementos químicos diferentes que apresentam o mesmo número de nêutrons é denominada isotonia.